# Janowa Góra

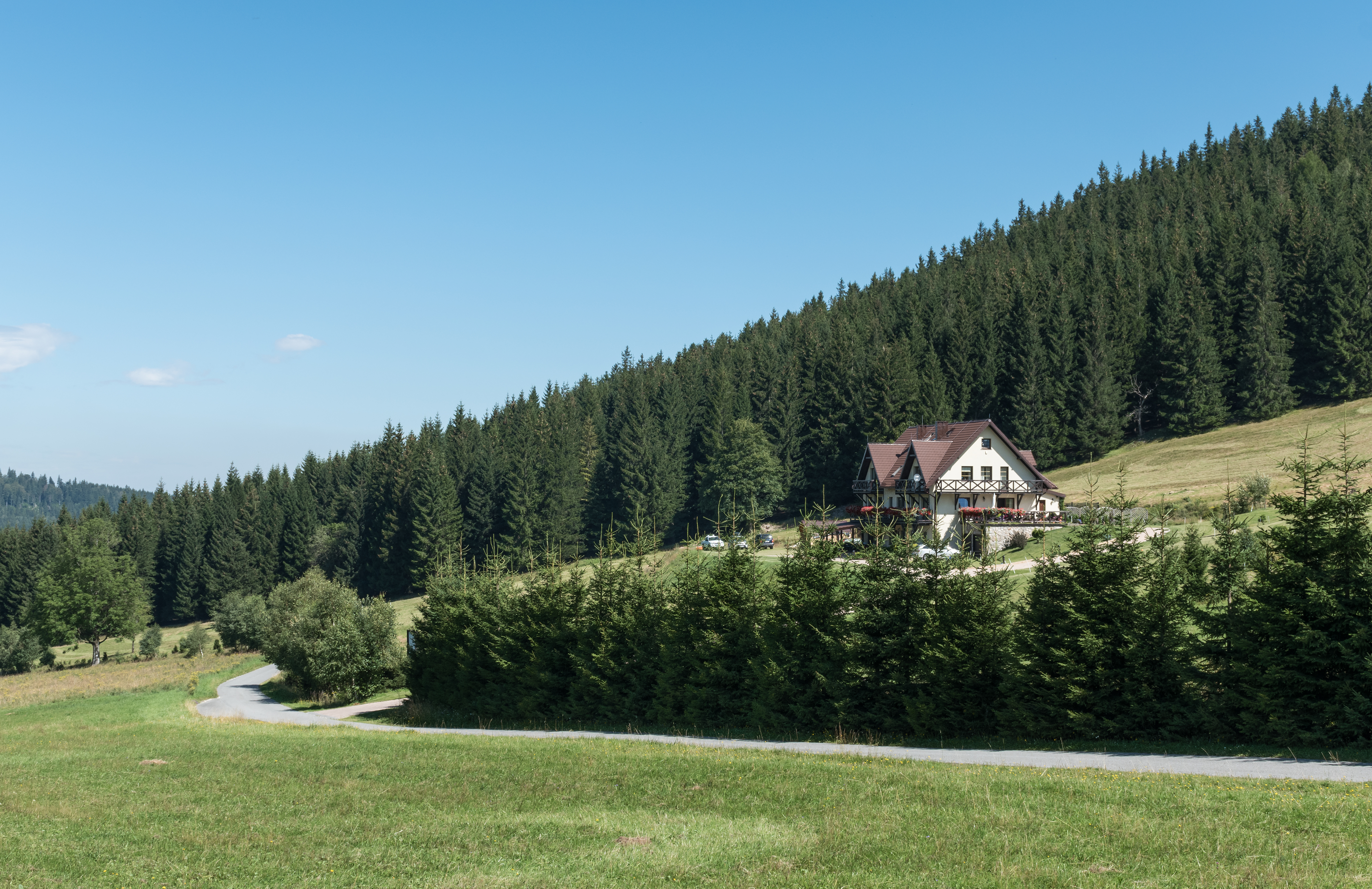
Dom w Janowej Górze

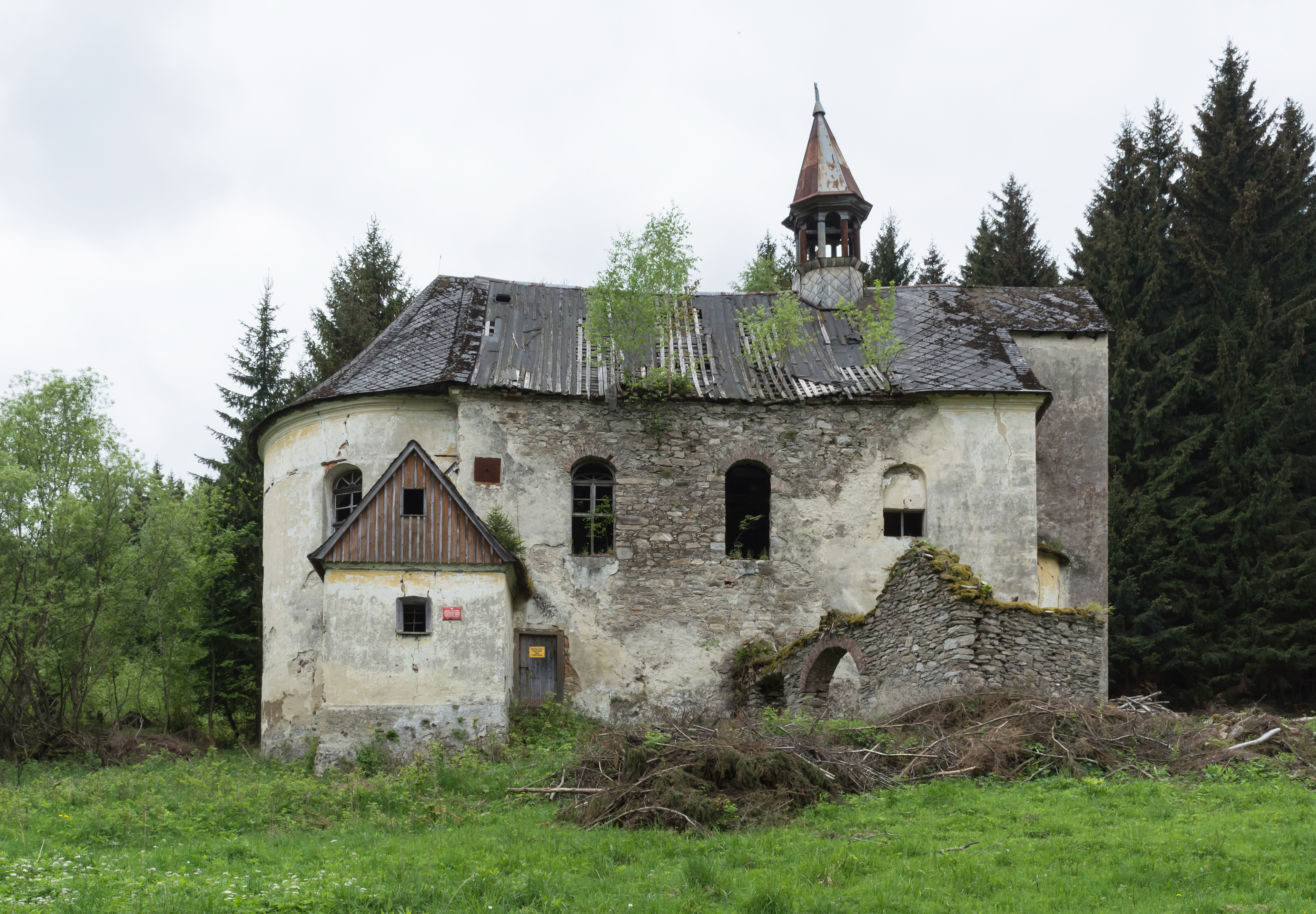
Kościół św. Jana Nepomucena w Janowej Górze

Janowa Góra (niem. Johannesberg) – zanikająca wieś w Polsce położona w województwie dolnośląskim, w powiecie kłodzkim, w gminie Stronie Śląskie w dolinie potoku, prawego dopływu Siennej Wody w Masywie Śnieżnika.

## Położenie
Janowa Góra leży w dolinie Czarnej Wody, u zachodniego i północnego podnóża Rudki i Janowca, na wysokości około 660–770 m n.p.m.

## Podział administracyjny
W latach 1975–1998 miejscowość administracyjnie należała do województwa wałbrzyskiego.

## Nazwa miejscowości
W historycznych dokumentach wymieniane są następujące dawne nazwy wsi: Sankt Johann, Johannesbergkh (1631), Johannßberg (1632/1633), Johann berg (1641), Johannsberg (1762), Johannisberg (1789, 1801–1857, 1871–1885), Johannesberg (1631, 1867, 1895–1945). Obecną nazwę, nawiązującą do lokalnej tradycji, nadała w 1946 r. Komisja Ustalania Nazw Miejscowości.

## Historia
Założona została przez mincerza Wilhelma von Oppersdorfa jako osada górnicza w latach 1582–1585 na terenie dóbr kameralnych. Już w średniowieczu wydobywano tu srebro w kopalni St. Johann, założonej kilkanaście lat wcześniej niż wieś, od której wzięła swą nazwę. Obok rud srebra występowały tu również rudy ołowiu i miedzi. Podobnie jak w przypadku innych kopalni w okolicy (Bolesławów, Kąty Bystrzyckie) upadek wydobycia przyniosła wojna trzydziestoletnia.
W roku 1638 wieś została zakupiona przez Althannów z Międzylesia wraz z całym kluczem strońskim. W XVII w. dość często zmieniała właścicieli, by w końcu w 1838 r. stać się własnością królewny Marianny Orańskiej. W 1826 r. wzniesiono we wsi niewielki kościół cmentarny pw. św. Jana Nepomucena o cechach późnobarokowych – murowany, jednonawowy z półkolistą absydą, bezwieżowy, nakryty dachem dwuspadowym z sygnaturką o smukłym hełmie (nr. w rej. zab. 1791, z 22 grudnia 1971 r.).
Ze względu na walory krajobrazowe i dobre warunki śniegowe, do roku 1939 wieś była chętnie odwiedzana zimą. W okresie międzywojennym próbowano, jednak bez sukcesu, wznowić w pobliżu Johannesbergu wydobycie rud, tym razem żelaza.
Po 1945 r. wieś została zaludniona tylko nieznacznie. Większość domów została zrujnowana, a po dawnej wsi pozostało tylko kilka gospodarstw. W latach 50. poszukiwano tu rud uranowych w związku z istniejącą nieopodal kopalnią Kopaliny, jednak bez większych rezultatów.
Do dziś z dawnej wsi przetrwały jedynie cztery domy: w dolnej części, przy szosie do Siennej, gdzie funkcjonował do lat 80. Dom Pracy Twórczej pracowników radia i telewizji, oraz w górnej części, gdzie hodowano owce. W jednym ze starych domostw jeszcze w latach 80. i 90. istniała baza turystyczna Oddziału Bialskiego PTTK pod nazwą „Rysiówka”.

## Zabytki
Do wojewódzkiego rejestru zabytków wpisany jest kościół cmentarny, obecnie ruina, z k. XVIII w.

## Współczesność
Szansą dla wsi stał się rozwój turystyki i sportów zimowych. W pobliskiej wsi Sienna powstał duży ośrodek narciarski i kolej linowa na Czarną Górę. Od kilku lat w całej okolicy, również w Janowej Górze, budowane są obiekty bazy noclegowej i gastronomicznej.

## Przyroda
Stare sztolnie w Janowej Górze są siedliskiem nietoperzy. W 2002 r. podczas inwentaryzacji chiropterologicznej stwierdzono tu występowanie m.in. nocka orzęsionego Myotis emarginatus.

## Turystyka
Przez wieś prowadzi znakowana  ścieżka przyrodnicza prowadząca ze szczytu Czarnej Góry do Jaskini Niedźwiedziej.
Okolica ma duże walory krajobrazowe. Kościół popadający w ruinę, można oglądać tylko z zewnątrz.